# Линия Бар-Лева
Линия Бар-Лева (ивр. קו בר לב‎, Kav Bar Lev; араб. خط بارليف‎, Khaṭṭ Barlīf) — цепь укреплений, возведённая Израилем вдоль восточного побережья Суэцкого канала, после оккупации входящего в состав Египта Синайского полуострова во время Шестидневной войны.
Была возведена в 1968—1969 годах в ответ на египетские бомбардировки во время Войны на истощение, существовала до конца 1973 года; стоимость строительства составила около 300 миллионов долларов. Длина линии составляла 160 км, название ей было дано в честь начальника израильского генштаба Хаима Бар-Лева. Линия состояла из песчаной стены высотой 20—25 м, имевшей уклон 45—65°, и бетонных укреплений. Сразу за ними располагалась линия из двадцати двух израильских фортов с тридцатью пятью опорными пунктами; расстояние между отдельными фортами могло варьироваться от 5 км до 900 м. Для возможной поддержки линии была построена сложная система дорог.
Данная система укреплений была построена с целью противодействовать попытке любого крупного наступления египтян через канал и, по замыслам израильских военных, должна была стать «кладбищем для египетских войск». По оценкам израильских военных, египтяне даже в случае полномасштабного наступления не смогут преодолеть линию быстрее, чем за сутки или двое.
До начала войны Судного дня египтяне концентрировались на мелких рейдах и бомбардировках укреплённых пунктов. Наибольший урон оборонительные сооружения линии Бар-Лева несла от попаданий 250-кг бомб одиночных египетских бомбардировщиков.
Когда в октябре 1973 года началась Война Судного дня, линия была преодолена египетскими войсками менее чем за два часа. Помимо неожиданности и подавляющей огневой мощи, успеху способствовал необычный способ разрушения укреплений: проходы в песчаном вале были быстро проделаны мощными потоками воды из Суэцкого канала.  Идея использовать насосы принадлежала молодому египетскому офицеру  Баки Заки Юсефу.